# Atlas (album Parkway Drive)
Atlas – czwarty studyjny album australijskiej grupy Parkway Drive wykonującej metalcore.
Album promowały dwa single, do których nakręcono teledyski "Dark Days" (2012) i "Wild Eyes" (2013).

## Lista utworów
1. "Sparks" – 2:18
2. "Old Ghost / New Regrets" – 2:50
3. "Dream Run" – 4:09
4. "Wild Eyes" – 4:19
5. "Dark Days" – 4:05
6. "The River" – 5:27
7. "Swing" – 3:32
8. "The Slow Surrender" – 4:14
9. "Atlas" – 4:09
10. "Sleight of Hand" – 4:27
11. "Snake Oil and Holy Water" – 2:49
12. "Blue and the Grey" – 5:47

## Twórcy
Skład grupy
- Winston McCall – śpiew
- Jeff Ling – gitara
- Luke Kilpatrick – gitara
- Ben Gordon – perkusja
- Jia O'Connor – gitara basowa

Inni
- Bruce Mann – trąbka w utworze "Blue and the Grey"
- Daniel "The Duke" Alexander – fortepian w utworze "Atlas"
- Mariah Green – wiolonczela w utworach "Sparks" i "Atlas"
- Alison Belle – skrzypce w utworach "Sparks" i "Atlas"
- DJ Snagtoof – gramofon w utworze "The Slow Surrender"
- Tim McAfee Lewis, Skip Jennings, Arnae Baston, Reirani Taurima – śpiew w utworach "Sparks", "The River", "Atlas" i "Blue and the Grey"
- Matt Hyde – producent muzyczny, nagranie, miksowanie, mastering
- Engineering – inżynier dźwięku
- NASA – okładka płyty